# (4942) Munroe
(4942) Munroe es un asteroide perteneciente al cinturón de asteroides, descubierto el 24 de febrero de 1987 por Henri Debehogne desde el Observatorio de La Silla, Chile.

## Designación y nombre
Designado provisionalmente como 1987 DU6. Fue nombrado Munroe en honor a Randall Munroe un experto en robótica de la NASA, autor de xkcd, popular webcomic que entremezcla varia temática como ciencia, tecnología matemática y la informática.

## Características orbitales
Munroe está situado a una distancia media del Sol de 2,201 ua, pudiendo alejarse hasta 2,501 ua y acercarse hasta 1,902 ua. Su excentricidad es 0,136 y la inclinación orbital 3,832 grados. Emplea 1193 días en completar una órbita alrededor del Sol.

## Características físicas
La magnitud absoluta de Munroe es 13,5. Tiene 3,453 km de diámetro y su albedo se estima en 0,936. Está asignado al tipo espectral X según la clasificación SMASSII.